# Bolingbroke Castle

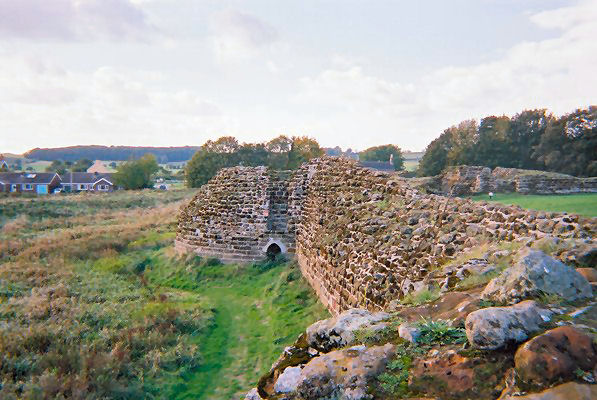
Die Ruinen von Bolingbroke Castle

Bolingbroke Castle ist eine Burgruine in Bolingbroke in der englischen Grafschaft Lincolnshire.

## Konstruktion

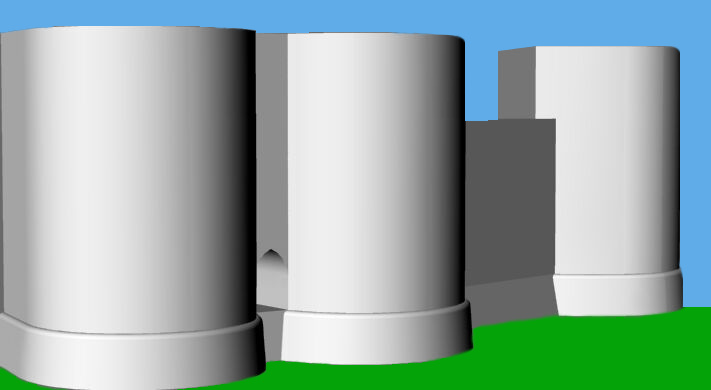
Rekonstruktion der Nordfassade der Burg mit dem Torhaus

Der größte Teil der Burg ist aus Grünstein von Spilsby errichtet, genauso wie etliche nahegelegene Kirchen. Der örtliche Grünstein ist ein Kalkstein, der sich als porös, bei Bewitterung schnell verschleißend, und somit als minderwertiges Baumaterial erwiesen hat. Die Burg wurde als ungleichseitige, mehreckige Befestigung angelegt. Sie ist eines der frühesten Beispiele einer einheitlichen Burg, die ohne Donjon geplant und gebaut wurde. Ursprünglich war sie von einem wassergefüllten, 31 Meter breiten Burggraben umgeben. Die Kurtine war bis zu 5 Meter dick und mit fünf D-förmigen Türmen und einem Torhaus mit zwei Türmen bewehrt.
Ähnlich wie eine andere von Ranulf gebaute Burg aus der gleichen Zeit in Beeston in Cheshire besitzt Bolingbroke Castle keinen inneren Wehrdonjon, sondern hatte stattdessen dicke Mauern und fünf D-förmige Wehrtürme zu bieten. Ähnlichkeiten in der Konstruktion zeigen sich auch mit der französischen Burg in Boulogne-sur-Mer, die ebenfalls keinen Donjon besitzt.

## Geschichte
Erstmals wurde das Gelände von den Sachsen im 6. oder 7. Jahrhundert befestigt. Im 12. Jahrhundert bauten die Normannen eine Motte auf einem nahegelegenen Hügel über der Siedlung Bolingbroke. Die heutige Burg wurde von Ranulf, Earl of Chester, 1220 angelegt, kurz nachdem er von seinem 5. Kreuzzug zurückkam.
Ranulf starb 1232 ohne männlichen Erben und so vererbte er seine Titel, sein Land und seine Burgen an seine Schwestern. Nach dem Tod von Henry of Grosmont, 1. Duke of Lancaster 1361 ging Bolingbroke durch Heirat in den Besitz von John of Gaunt über. Johns Sohn Henry wurde 1367 auf Bolingbroke Castle geboren und hieß folglich Henry Bolingbroke, bevor er 1399 König wurde. Blanche of Lancaster, Johns Gattin und Henrys Mutter, starb 1368 in der Burg an der Pest.
Bis zum 15. und 16. Jahrhundert war die Burg verfallen, auch wenn in der Tudorzeit Reparaturen ausgeführt wurden. 1636 kam eine Untersuchung zu dem Ergebnis, dass alle Türme im Endeffekt nicht mehr der Reparatur wert waren.
Zu Beginn des ersten englischen Bürgerkrieges wurde Bolingbroke Castle wieder als militärische Befestigung und Garnison der Royalisten genutzt. 1643 wurde die Burg bei einer Belagerung während der Schlacht von Winceby schwer beschädigt. Im Folgejahr wurde sie von den Roundheads zwar zurückerobert, aber wegen Niederlagen an anderer Stelle wieder aufgegeben. 1652 wurde die Burg geschleift, um jede weitere Nutzung zu verhindern. Türme und Mauern wurden umgeworfen und im Burggraben versenkt.
Die letzten Mauern brachen 1815 zusammen.

## Heute
Die Burgruine, die heute ein nationales Denkmal ist, wurde in den 1960er- und 1970er-Jahren ausgegraben. Sie wurde bis 1995 von English Heritage verwaltet, dann übernahm sie Heritage Lincolnshire. Viele der unteren Teile der Mauern sind noch sichtbar, ebenso die Erdgeschosse der Türme.
Im Sommer finden in der Burgruine zahlreiche Veranstaltungen statt, z. B. Shakespeare-Aufführungen.